# 山西哲郎
山西 哲郎（やまにし てつろう、1943年 - ）は、日本のランニング学者。市民ランナーの指導者。立正大学社会福祉学部教授。東京教育大学大学院体育学研究科修士課程修了。日本オリエンテーリング協会名誉会長、日本体育学会前会長、ランニング学会元会長、NPO法人日本市民スポーツ海外交流協会副理事長。鳥取県出身。2023年、瑞宝中綬章受章。

## 来歴・人物
- 1943年 兵庫県神戸市にて出生。
- 1945年 鳥取県鳥取市に転居。
- 1962年 東京教育大学体育学部入学。
- 1968年 同大学院体育学研究科修士課程修了。同年より同大学体育学部助手。
- 1973年 群馬大学教育学部保健体育講座講師。
- 1978年 同大学助教授に就任。
- 1993年 同大学教授に就任。
- 1999年 同大学教育学部附属養護学校校長を兼任。
- 2009年 立正大学社会福祉学部教授に就任。

現在に至る。現在では、市民ランナーの指導者として、自然とともに走る喜びを全国に広める活動を展開しつつ、日本オリエンテーリング協会の名誉会長としてオリエンテーリングの普及・振興に努めている。
- 群馬大学教育学部で陸上競技やスポーツ運動学の講義、実技を担当。大学周辺の自然を活用した授業は、たびたび地元紙でも取り上げられている。
- その風貌から、「荒牧原人」という愛称がある（荒牧は群馬大学教育学部の所在地である前橋市荒牧町のこと）
- 現在、立正大学で学生教育の傍ら、ＮＰＯベアリスランニングクラブを創設、理事長となり、ランニングやスポーツの普及、社会交流を図り、全国的な規模の大会を開催
- 各地でランニングやウォーキングなどの講習会を開き、1970年代に国内最初のランニングブームが起こると注目を集めた。
- 鳥取砂丘沿いにある民宿を拠点に自然体験塾を開いていた。ランニングや遠泳、カヌー、野菜の栽培など、文字通り鳥取の自然を体験する塾だったが、1997年に閉じられた
- マラニック運動によって、ランニングによるランニングが自然と人間社会の融合によって、さらに豊かなランニング文化になるように全国各地で展開
- 自然流ランニング大学を開設、ランニング教育研究を市民レベルで自立したランナーを津育成する
- ランニングの世界友の会を雑誌『ランニングの世界』の出版をもとに立ち上げランニング運動を展開する。
- 東京教育大学在学中は箱根駅伝に2回出場している。第41回大会[3]では第7区（区間11位）、第42回大会[4]では第10区（区間15位）を担当した。
- 2003年、普通自転車免許を取得。
- 学生への話が長く「鈍行列車」と異名を持っている一方、自転車で前橋を走り回っている様子から「爆走機関車」とも異名がある。

## 著書

### 単著
- 『走れ!!―健康をつくるランニング』 成美堂出版、1975年
- 『四季のランニング』不昧堂出版1978年
- 『ランナーズブック』 窓社、1989年
- 『自然流マラソン読本』ランナーズ1989年
- 『山西哲郎の走る世界』 ランナーズ、1991年
- 『動楽』現代健康出版1992年
- 『ランニングダイアリー』不昧堂2009年

### 共著
- 『永遠のセラティ－自然流ランニング哲学』山西哲郎・高部雨市、ランナーズ、1989年
- 『マラソン・トレーニング』山地啓司・山西哲郎・沢木啓祐、ベースボール・マガジン社、1989年
- 『ランニングの世界1―楽しく走る』 明和出版、2005年
- 『ランニングの世界2―ランニングと脳』 明和出版、2006年
- 『ランニングの世界3―駆ける女たち』 明和出版、2006年
- 『ランニングの世界4―甦る中高年』 明和出版、2007年
- 『ランニングの世界5－17号』創文企画2008年～2014年
- 『マラソンの未来』アールビーズ2013年

### 翻訳
- 『ランニング事典』大修館書店1994年（テイム・ノックス著、ランニング学会)
- 『中・高校生の中長距離走トレーニング』 大修館書店、1999年、（ラリー・グリーン、ルス・パティ著、山西哲郎・豊岡示朗・有吉正博訳）

### 学会発表及び論文
- 浅川正一, 古藤高良, 武政民代次, 小佐文雄, 関岡康雄, 山西哲郎, 高田典衛, 福本久雄「トランヂスターカウンターによる疾走能力の分析的研究 (第2報)」『体育学研究』第11巻第5号、日本体育・スポーツ・健康学会、1967年、202頁、doi:10.5432/jjpehss.kj00003404196、ISSN 0484-6710。
- 古藤高良, 浅川正一, 武政喜代次, 小佐文雄, 山西哲郎, 山口吉次「527. スタートの実験的研究」『体育学研究』第13巻第5号、日本体育・スポーツ・健康学会、1969年、264頁、doi:10.5432/jjpehss.kj00003396395、ISSN 0484-6710。
- 武政喜代次, 浅川正一, 古藤高良, 小佐文雄, 山西哲郎, 関岡康雄「531. 砲丸投げの実験的研究」『体育学研究』第13巻第5号、日本体育・スポーツ・健康学会、1969年、266頁、doi:10.5432/jjpehss.kj00003396399、ISSN 0484-6710。
- 山西哲郎, 浅川正一, 武政喜代次, 古藤高良, 小佐文雄, 松田智男「528. 跳躍力の実験的研究」『体育学研究』第13巻第5号、日本体育・スポーツ・健康学会、1969年、264頁、doi:10.5432/jjpehss.kj00003396396、ISSN 0484-6710。
- 長谷川宏一, 永松英吉, 浅川正一, 武政喜代次, 古藤高良, 山西哲郎, 松田智男「626. 持久力の追跡的研究 (第4報) : 酸素負債のトレーニング (その2)」『体育学研究』第13巻第5号、日本体育・スポーツ・健康学会、1969年、313頁、doi:10.5432/jjpehss.kj00003396494、ISSN 0484-6710。
- 山口智司, 浅川正一, 武政喜代次, 古藤高良, 山西哲郎, 木村邦美, 井上修二, 有吉正博, 宮下憲, 形本静夫「43. サーキツト・トレーニングの分析的研究 : 構成運動種目とその特性」『体育学研究』第15巻第5号、日本体育・スポーツ・健康学会、1971年、197頁、doi:10.5432/jjpehss.kj00003397275、ISSN 0484-6710。
- 宇田川宏, 浅川正一, 古藤高良, 山西哲郎久, 佐藤芳, 山口智司「47. 「小学校低学年児童の運動能力テストに関する実験的研究」」『体育学研究』第15巻第5号、日本体育・スポーツ・健康学会、1971年、198頁、doi:10.5432/jjpehss.kj00003397279、ISSN 0484-6710。
- 武政喜代次, 古藤高良, 山西哲郎, 豊岡示郎, 宮下憲「33. インターバル・トレーニングの実験的研究」『体育学研究』第15巻第5号、日本体育・スポーツ・健康学会、1971年、87頁、doi:10.5432/jjpehss.kj00003396971、ISSN 0484-6710。
- 有吉正博, 武政喜代治, 金原勇, 古藤高良, 山西哲郎「中距離走のペースに関する実験的研究 : キネシオロジー」『日本体育学会大会号』第23巻、日本体育学会、1972年、239頁、doi:10.20693/jspeconf.23.0_239、ISSN 2433-0183。
- 野田洋平, 大山東, 古藤高良, 山西哲郎, 吉村麿古刀, 鶴田紀興「陸上競技の指導に関する研究-8-重回帰分析による目標記録設定の要素分析」『茨城大学教育学部紀要』第24巻、茨城大学教育学部、1975年3月、59-75頁、doi:10.34405/00015858、ISSN 04419375。
- 山口政信, 山西哲郎, 宮下憲「907 トレーニング・シューズに関する試作的研究(I) : 前底の厚いトレーニング・シューズについて」『日本体育学会大会号』第27巻、日本体育学会、1976年、443頁、doi:10.20693/jspeconf.27.0_443、ISSN 2433-0183。
- 山西哲郎, 中島克行「411 呼吸法に関する実験的研究(2) : ヒトの場合」『日本体育学会大会号』第27巻、日本体育学会、1976年、189頁、doi:10.20693/jspeconf.27.0_189、ISSN 2433-0183。
- 山西哲郎「小・中学生の全身持久力の発達に関する研究 (1)」『群馬大学教育学部紀要. 芸術・技術編』第14巻、群馬大学教育学部、1978年、25-34頁、ISSN 05336627。
- 山西哲郎, 萩原豊, 鈴木武文「小・中学生の全身持久力の発達に関する研究 (2)」『群馬大学教育学部紀要. 芸術・技術編』第16巻、群馬大学教育学部、1980年、113-123頁、ISSN 0533-6627。
- 征矢英昭, 山西哲郎, 勝田茂「742 生活環境が児童の体力に及ぼす影響 : 群馬県における都市部と山村部との比較」『日本体育学会大会号』第33巻、日本体育学会、1982年、535頁、doi:10.20693/jspeconf.33.0_535、ISSN 2433-0183。
- 山西哲郎「中高年の長期的ランニング・トレーニングの効果について」『群馬大学教育学部紀要. 芸術・技術・体育・生活科学編』第19巻、群馬大学教育学部、1983年、43-51頁、ISSN 0533-6627。
- 山西哲郎, 山口明彦「091302 運動性蛋白尿からみた長距離トレーニング法の一考察(9.体育方法,一般研究)」『日本体育学会大会号』第36巻、日本体育学会、1985年、619頁、doi:10.20693/jspeconf.36.0_619、ISSN 2433-0183。
- 柳田昌彦, 山西哲郎, 山口明彦, 桜井隆志, 神山雄一郎「101104 群馬県赤城村の軽症成人病者に対する運動処方について(10.保健,一般研究B)」『日本体育学会大会号』37B、日本体育学会、1986年、903頁、doi:10.20693/jspeconf.37b.0_903、ISSN 2433-0183。
- 山西哲郎, 山口明彦, 柳田昌彦「中高年の健康促進のための運動処方」『群馬大学教育学部紀要. 芸術・技術・体育・生活科学編』第22巻、群馬大学教育学部、1987年、35-48頁、ISSN 0533-6627。
- 神山雄一郎, 山西哲郎, 桜井隆志, 檜垣靖樹「101R11 主婦の身体活動量について(10.保健,一般研究B)」『日本体育学会大会号』39B、日本体育学会、1988年、728頁、doi:10.20693/jspeconf.39b.0_728、ISSN 2433-0183。
- 櫻井隆志, 田島紀子, 松本尚, 山西哲郎, 神山雄一郎「0932103 座位体前屈動作におけるストレッチ法の違いと一過性効果」『日本体育学会大会号』43B、日本体育学会、1992年、797頁、doi:10.20693/jspeconf.43b.0_797、ISSN 2433-0183。
- 安藤正志, 黒澤和生, 丸山仁司, 小坂健二, 山西哲郎, 磯崎康明, 金子好文「歩幅の変化が速度・酸素摂取量におよぼす影響」『理学療法のための運動生理』第8巻第2号、理学療法科学学会、1993年、111-114頁、doi:10.1589/rika1986.8.111、ISSN 0912-7100。
- 山田めぐみ, 山西哲郎「陸上競技における種目間の相乗的指導効果について」『群馬大学教育学部紀要. 芸術・技術・体育・生活科学編』第29巻、群馬大学教育学部、1994年、85-94頁、ISSN 0533-6627。
- 下田真紀, 山西哲郎「スポーツが若年期女性の骨塩密度に及ぼす影響」『群馬大学教育学部紀要. 芸術・技術・体育・生活科学編』第30巻、群馬大学教育学部、1995年、147-158頁、ISSN 0533-6627。
- 岡村聖子, 山西哲郎, 山本正彦「女子大学生の最大酸素摂取量と内臓脂肪の関係について」『日本体育学会大会号』第47巻、日本体育学会、1996年、305頁、doi:10.20693/jspeconf.47.0_305、ISSN 2433-0183。
- 横尾尚史, 山西哲郎「スピードメーターにおける50m疾走のスピード曲線について」『群馬大学教育学部紀要. 芸術・技術・体育・生活科学編』第33巻、群馬大学教育学部、1998年、127-137頁、ISSN 0533-6627。
- 重堂智之, 山西哲郎「ジュニア期の長距離ランナーにおける高地トレーニングの効果」『群馬大学教育学部紀要. 芸術・技術・体育・生活科学編』第35巻、群馬大学教育学部、2000年、127-137頁、ISSN 0533-6627。
- 新井淑弘, 山西哲郎「保健学習における大気中有害物質簡易測定器の利用について」『日本科学教育学会研究会研究報告』第14巻第5号、日本科学教育学会、2000年、39-42頁、doi:10.14935/jsser.14.5_39、ISSN 1882-4684。
- 土屋美穂, 山西哲郎, 関耕二, 横尾尚史「104 共 C40103 知的障害のある生徒における肥満と代謝の関係第 1 報 : 安静時エネルギー代謝の測定方法」『日本体育学会大会号』第53巻、日本体育学会、2002年、566頁、doi:10.20693/jspeconf.53.0_566、ISSN 2433-0183。
- 山西哲郎, 松本博「POMSからみたランニングによる感情・気分の変化と運動強度の関係 : 競技者と一般学生について」『群馬大学教育学部紀要. 芸術・技術・体育・生活科学編』第41巻、群馬大学教育学部、2006年、99-110頁、ISSN 0533-6627。
- 高橋珠実, 小屋佐久次, 大島喜八, 山西哲郎, 高橋礼子, 小野里和美, 沼尻智美, 澤田香奈, 新井淑弘「大学生の血液流動性について―生活習慣と男女間の比較による検討―」『日本衛生学雑誌』第61巻第3号、日本衛生学会、2006年、332-339頁、doi:10.1265/jjh.61.332、ISSN 00215082。
- 高橋珠実, 小屋佐久次, 大島喜八, 原美智子, 山西哲郎, 新井淑弘「男子大学生の生活習慣と血液流動性の関係」『群馬大学教育学部紀要. 芸術・技術・体育・生活科学編』第42巻、群馬大学教育学部、2007年2月、97-108頁、ISSN 0533-6627。
- 高橋珠実, 新井淑弘, 原美智子, 大島喜八, 小屋佐久次, 山西哲郎「レジスタンストレーニングが女子大学生の体力，筋力およびＮＫ細胞活性に与える影響」『日本衛生学雑誌』第63巻第3号、日本衛生学会、2008年、642-650頁、doi:10.1265/jjh.63.642、ISSN 00215082。
- 高橋珠実, 新井淑弘, 土橋智美, 小屋佐久次, 大島喜八, 山西哲郎「20分間のランニングによる気分および血中免疫細胞の変化について」『群馬大学教育学部紀要. 芸術・技術・体育・生活科学編』第43巻、群馬大学教育学部、2008年2月、135-146頁、ISSN 0533-6627。

## 主たる所属学会
- ランニング学会
- 日本体育学会